# Trận Jaxartes
Trận sông Jaxartes diễn ra trong các cuộc chinh phạt của Alexandros Đại Đế, vào tháng 8 năm 329 trước Công nguyên, kết thúc với thắng lợi quyết định của vua Alexandros Đại đế xứ Macedonia trước đội quân của người Scythia.
Sau khi Alexandros Đại đế đại phá quân Ba Tư trong trận Gaugamela (331 trước Công nguyên), ông chinh phạt xứ Turkestan và tiến về phía Đông cho đến sông Syr Darya (tức sông Jaxartes) - tại đây ông lập nên thành phố Alexandris/Khojent (tức Lenilabad ngày nay). Do bị người Scythia xứ Turkestan đe dọa, ông kéo quân vượt sông và đột phá các đội kỵ binh Scythia và xé lẻ đội hình của họ. Khi quân trừ bị của Alexandros tận dụng tình thế hỗn loạn, quân Scythia phải bỏ chạy. Họ đã bị thiệt hại nặng nề, trong đó hàng nghìn kỵ binh Scythia đã tử trận.
Chiến thắng của Alexandros Đại đế có ý nghĩa quan trọng: người Scythia - một dân tộc bách chiến bách thắng thậm chí đã từng đánh bại Cyrus Đại đế theo sử cũ - đã khuất phục Macedonia. Đồng thời, điều đó chứng tỏ rằng không có dân tộc nào có thể đánh bại được người Macedonia. Ngoài ra, đây còn là một thắng lợi đúng lúc của Alexandros do không lâu trước đó ông hay tin một đạo quân Hy Lạp đã bị phiến quân của Spitamenes xứ Sogdia đánh tan tác. Sau đó, ông trở về xứ Samarkand để đối đầu với Spitamenes vào năm 327 trước Công nguyên.